# Stacey Ford
Stacey Renay Ford (Anderson, 14 gennaio 1969) è un'ex cestista statunitense, professionista nella ABL e nella WNBA.

## Carriera
Ha disputato una stagione con le New York Liberty e una con le Sacramento Monarchs.